# William Hole
Pour les articles homonymes, voir William Hole (homonymie).

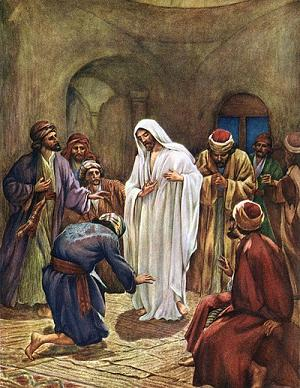
Jésus apparaît aux disciples, aquarelle de William Hole.

William Fergusson Brassey Hole (7 novembre 1846 - 22 octobre 1917) est un peintre, illustrateur et graveur britannique, connu pour ses paysages industriels, historiques et bibliques. C'est un représentant du préraphaélisme, une école esthétique anglaise apparue au milieu du XIXe siècle.

## Biographie

### Formation et premières années
William Hole naquit à Salisbury, dans le Wiltshire. Il était le fils d'un médecin, Richard Hole et de son épouse Ann. Son père mourut pendant l'épidémie de choléra de 1849 alors que William était seulement âgé de 3 ans. La famille dut alors déménager à Edinbourg, en Écosse. William Hole fut scolarisé à l'Edinburgh Academy, un établissement scolaire privé d'Édimbourg, puis il poursuivit des études d'ingénieur pendant 5 ans, mais cela n'altéra pas sa vocation artistique.
En 1869, il voyagea par bateau de Swansea à Gênes, et passa 6 mois à voyager à travers l'Italie en dessinant. À Rome, il fit la connaissance du peintre britannique Keeley Halswelle qui lui prodigua ses conseils artistiques, l'encouragea et finalement le décida à devenir artiste-peintre professionnel.
De retour à Édimbourg, William Hole entra en école d'art à l'Edinburgh College of Art, puis fut admis à l'école de la Royal Scottish Academy (Académie royale écossaise), et il présenta sa première exposition en 1873 ; en 1878, il fut élu membre associé de l'Académie. Vers cette époque, il se tourna vers la gravure et fut admis en 1885 à la Société royale des graveurs-aquafortistes (Royal Society of Painter-Printmakers) en 1885 ; il avait été admis comme membre de la Société royale écossaise des aquarellistes (Royal Scottish Society Aquarelle) en 1884. Enfin il devint un membre à part entière de la Royal Scottish Academy.

### Carrière

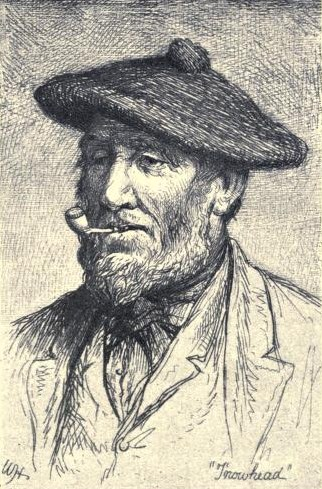
Illustration de A window in Thrums (de J.M. Barrie)

Hole se spécialisa dans la peinture de scènes industrielles et historiques. Quoi qu'anglais de naissance, il a consacré une grande partie de son énergie à des sujets purement écossais, voire nationalistes écossais. Ses œuvres principales comprennent en effet End of the '45 (la fin de la rébellion jacobite de 1745, peinte en 1879), A Straggler of the Chevalier's Army (un traînard de l'armée du chevalier"), Culloden, Prince Charlie's Parliament (1882).
Ses autres œuvres majeures illustrent des sujets bibliques (If thou hadst known, peint en 1885), traditionnels anglais (The Canterbury Pilgrims (1889), illustrant les Contes de Canterbury de Geoffrey Chaucer (XIVe siècle), ou bien des scènes tirés de la geste arthurienne), des sujets mythologiques (Médée dans l'île de Circé), ou encore des scènes de la vie des pêcheurs sur la côte ouest de l'Écosse, exposées en 1883-1884. Parmi ces derniers, The Night's Catch (la pêche de nuit) et The fill of the two Boats (Le remplissage des deux bateaux) ont été particulièrement salués par la critique.
Ses gravures, généralement des eaux-fortes, étaient également très appréciées, un critique les décrivant comme « peut-être les traductions les plus merveilleuses de la couleur, de la conception et de l'esprit, dans un autre médium artistique original, qui confèrent à leur auteur le statut d'artiste créatif du meilleur niveau »[pas clair].

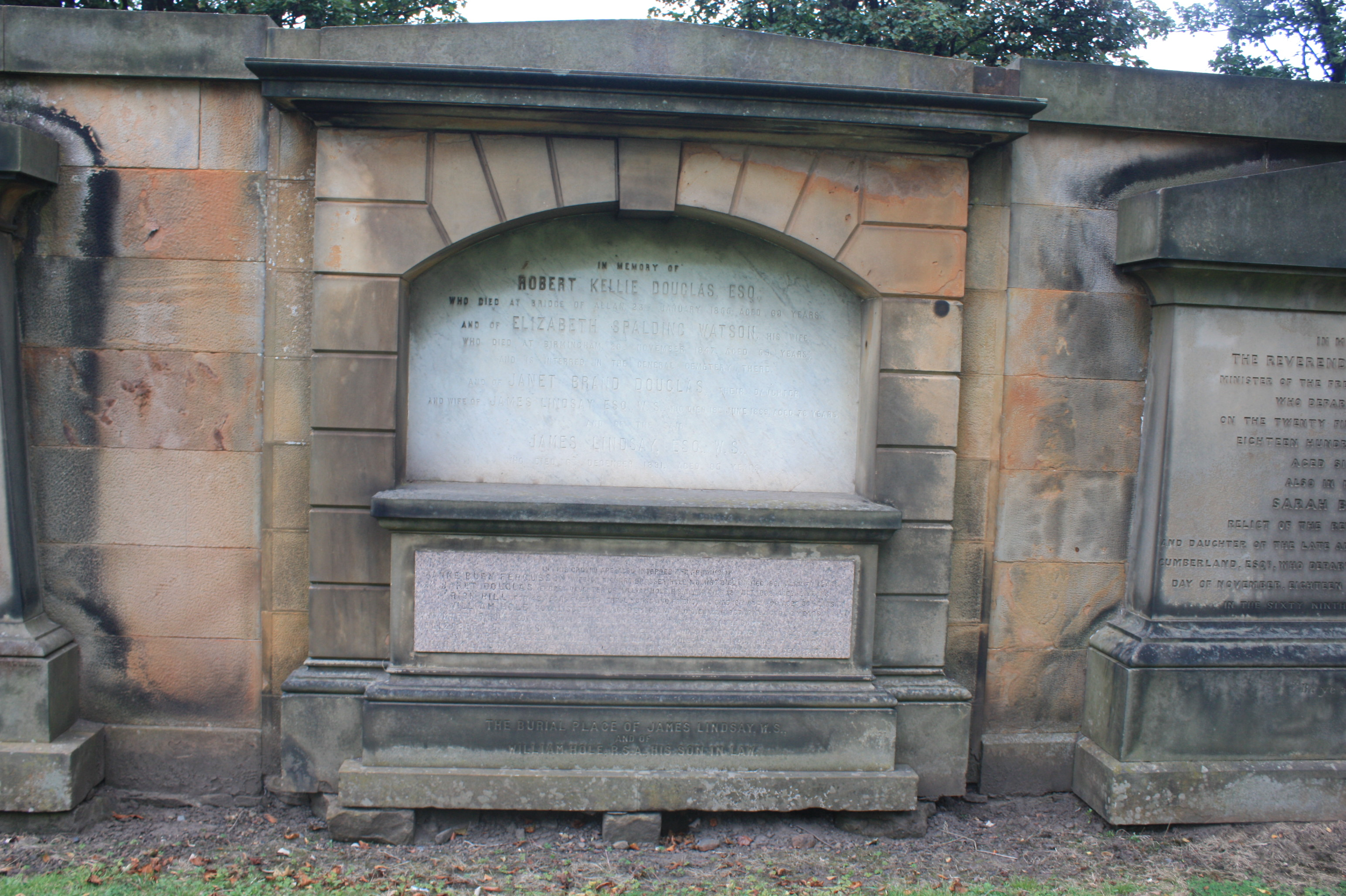
Le caveau Lindsay, qui contient la dépouille de William Hole et de ses proches, Grange Cemetery, Édimbourg.

Vers 1900, il entreprit un voyage en Palestine afin d'étudier le contexte nécessaire à ses peintures de scènes bibliques. Là, il commença à travailler sur 80 aquarelles qui deviendront les illustrations de son livre La vie de Jésus de Nazareth. En avril et mai 1906, ces peintures furent présentées lors d'une exposition à la Fine Art Society à Londres. Il peignit également des scènes de l'Ancien Testament.
En 1898, William Hole peignit une frise pour le hall d'entrée de la Scottish National Portrait Gallery, comportant plus de 150 figures ou « héros » du passé de l’Écosse. Un critique a décrit ce travail comme « l'une des entreprises les plus notables de décoration murale jamais accomplies dans ce pays ». Il a également fourni des peintures historiques pour les Edinburgh City Chambers (équivalent de l'hôtel de ville) et des décorations ecclésiastiques pour d'autres bâtiments.
William Hole dessina les illustrations en noir et blanc pour plusieurs livres de Robert Louis Stevenson, J.M. Barrie et Robert Burns.
William Hole mourut à Édimbourg en 1917 et fut enterré dans le cimetière du quartier de Grange à Édimbourg.

## Illustrations de William Hole
(liste non exhaustive)
- William Hole, Quasi cursores, Edinburgh Univ. Press, 1884[6]
- R. L. Stevenson, The Wrecker, Fils de Charles Scribner, New York, 1892[7]
- R. L. Stevenson, Catriona, Cassell, Londres, 1893[8]
- Ian MacLaren, Beside The Bonnie Brier Bush, Hodder & Stoughton, 1896
- J. M. Barrie, Auld Licht Idylles, Hodder & Stoughton, 1902[9]
- J. M. Barrie, Une fenêtre dans Thrums, Hodder & Stonghton, Londres, 1902[10]
- William Hole,  La vie de Jésus de Nazareth, Eyre & Spottiswoode, 1906
- William Hole, La sainte Bible. Contenant les Ancien et Nouveau Testaments, Eyre & Spottiswoode, 1925